# Ruthweiler
Ruthweiler là một đô thị ở huyện Kusel, bang Rheinland-Pfalz, phía tây nước Đức. Đô thị Ruthweiler có diện tích 3,31 km².